# Hipoclorit

Structura a anionului

Hipocloritul este anionul provenit de la acidul hipocloros și are formula ClO-, astfel că atomul central de clor are numărul de oxidare egal cu +1. Hipocloriții sunt compușii chimici ionici care conțin anionul hipoclorit, fiind sărurile cu metale ale acidului hipocloros (de exemplu, hipoclorit de potasiu KClO sau hipoclorit de sodiu NaClO).